# Silene salangensis
Silene salangensis är en nejlikväxtart som beskrevs av V. Melzheimer. Silene salangensis ingår i släktet glimmar, och familjen nejlikväxter. Inga underarter finns listade i Catalogue of Life.